# Dunszt
A dunsztolás más néven aszeptikus vagy csírátlanítási eljárás egy, a hőkezeléssel tartósított élelmiszereknél használt hőkezelési, tartósítási fázis.

## A dunsztolás
A dunsztolás a házi befőzés utolsó hőkezelési fázisa. Főként lekvároknál, befőtteknél, kompótoknál használatos. A hőkezelés csökkenti a romlást okozó mikroorganizmusok csírázási képességét és az üvegben maradt levegő mennyiségét. A dunsztolásnak két megkülönböztethető fajtája van, a száraz illetve a nedves dunszt. A nedves dunszt egyik formája a nyomás alatti hőkezelés.

### A száraz dunszt

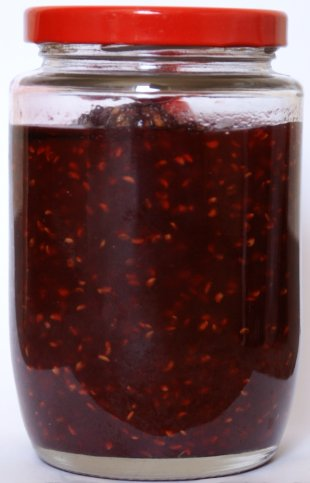
Már dunsztolt és kész állapotban lévő málnalekvár

Száraz dunszt esetén a befőzött élelmiszer készre főzve, még forrón (közel forrási hőmérsékleten) kerül az üvegbe. Ilyenkor még maga a befőtt hője sterilizál. Ehhez mindenképpen szükséges a magas hőmérséklet lehető legtovábbi fenntartása. Ezt régen (és sok helyen ma is) az üvegek újságpapírba csavarásával, majd takarókkal, paplannal, dunyhával letakarásával, manapság modern szigetelőanyagokból készült hűtődobozokba, hűtőtáskákba helyezésével érték/érik el.

### A nedves dunszt
Ebben az eljárásban a befőzött, vagy befőzésre váró élelmiszerrel töltött, lezárt üvegek egy vízzel töltött edényben kerülnek hőkezelésre (forralásra ill. főzésre). Ez az eljárás csak savas (pH < 4,6) kémhatású élelmiszerek esetén biztonságos, mert a botulizmus nevű ételmérgezést okozó Clostridium botulinum baktérium 120 °C alatt nem pusztul el, viszont savas közegben nem szaporodik és nem termel toxint. Megjegyzendő, hogy a savanyú íz ellensúlyozására használt cukor ill. mesterséges édesítőszer, többnyire nem befolyásolja a pH értéket jelentősen, tehát a kiinduló alapanyag savassága a mérvadó. (A cukor egyébként nagy ozmózisú közeget eredményez, ami ugyancsak gátolja (gyengíti) a baktériumot a toxintermelésben.)
A főtt gyümölcsök és gyümölcslevek sterilizálásához 5-15, nyers alapanyagok esetén 15-30 perc forralás szükséges. Paradicsom esetén ugyan ez az idő 35-45 ill. 45-85 perc.

### Dunsztolás mikrohullámon
A befőttek mikrohullámú sütőben használatos fóliával lefedve, lekötés nélkül kerülnek a készülékbe. A dunsztolás több részletben történik. A készülék legmagasabb fokozatán kezdve, majd átforgatás után csökkentett energiával folytatva történik, a felöntőlé gyöngyözéséig. Az üvegeket lezárva a dunsztolás folyamata a száraz dunsztban fejeződik be.

### A nyomás alatti hőkezelés
A nyomásálló edényben (pl. kukta), 100 kPa (+1 bar) nyomáson a víz forráspontja ~121 °C, ami elegendő a fent említett Clostridium botulinum baktérium elpusztításához. Háztartási célú edények esetében, ez csak 5-600 m alatti magasságon működik.
Ebben az eljárásban a főtt zöldségek jellemzően 25-85, a nyersen behelyezettek 30-95 perc alatt sterilizálódnak, ill. készülnek el, míg a készre főzött húsételeknek 65-75 percre van szükségük. A nyersen üvegbe tett halaknak ehhez kb. 100 perc kell.